# Stellar Blade
Stellar Blade è un videogioco di ruolo d'azione e d'avventura sviluppato da Shift Up e distribuito dalla Sony Interactive Entertainment. Il gioco è stato pubblicato il 26 aprile 2024 come esclusiva per PlayStation 5.
Una versione per Microsoft Windows è prevista per l'11 giugno 2025.

## Trama
In un futuro prossimo, la specie umana viene espulsa dalla Terra dopo la sconfitta nella guerra contro i Naytiba, una razza aliena che ha invaso il pianeta. Eve e la sua squadra partono dalla Colonia con lo scopo di liberare la Terra dagli invasori. Incontrano Adam, un sopravvissuto che li conduce a Xion, l'ultima città umana rimasta sul pianeta. Lì, Eve incontra l'anziano Orcal e stabilisce dei rapporti con gli abitanti, portando avanti la sua missione.

## Sviluppo e pubblicazione
Il 4 aprile 2019, lo studio sudcoreano Shift Up (fondato dall'illustratore di Blade & Soul Kim Hyung-tae) annunciò lo sviluppo su Unreal Engine 4 di Project Eve, destinato alle piattaforme PlayStation 4, Windows e Xbox One. Un prototipo del nuovo gameplay e della direzione artistica fu mostrato a fine 2020, dove non venne menzionata alcuna piattaforma per la distribuzione del videogioco. In occasione dell'evento PlayStation Showcase di settembre 2021, il gioco fu annunciato come un'esclusiva per PlayStation 5 che sarebbe stata pubblicata da Sony Interactive Entertainment. Al PlayStation State of Play di settembre 2022, il titolo finale del gioco si rivelò essere Stellar Blade: venne mostrato un nuovo stile di gioco e una data di lancio prevista per il 2023.
In risposta alle critiche che sostenevano che il fisico di Eve non fosse realistico, Shift Up pubblicò un video dove si mostrava la scansione in 3D originale basata sulla modella sudcoreana Shin Jae-eun, in modo analogo ad altri personaggi presenti nei videogiochi. Hyung-tae ammise che «nel mondo videoludico molte persone tendono ad avere una visione tutt'altro che positiva nei confronti di personaggi molto attraenti, ma per quanto mi riguarda, preferisco sempre giocare nei panni di qualcuno più bello di me […] alla fine dei conti stiamo parlando di intrattenimento, e questo in particolare è intrattenimento indirizzato a un pubblico adulto». Nel dicembre del 2023, il gioco è stato posticipato al 2024: un mese dopo, allo State of Play, è stata fissata la data di pubblicazione per il 26 aprile.
In un'intervista rilasciata per Push Square prima dell'uscita è stato rivelato che la musica è stata composta in parte internamente da Shift Up e in parte dallo studio sonoro Monaca, fondato da Keiichi Okabe nel 2004, già compositore del popolare videogioco Nier: Automata.